# Erich Deppner

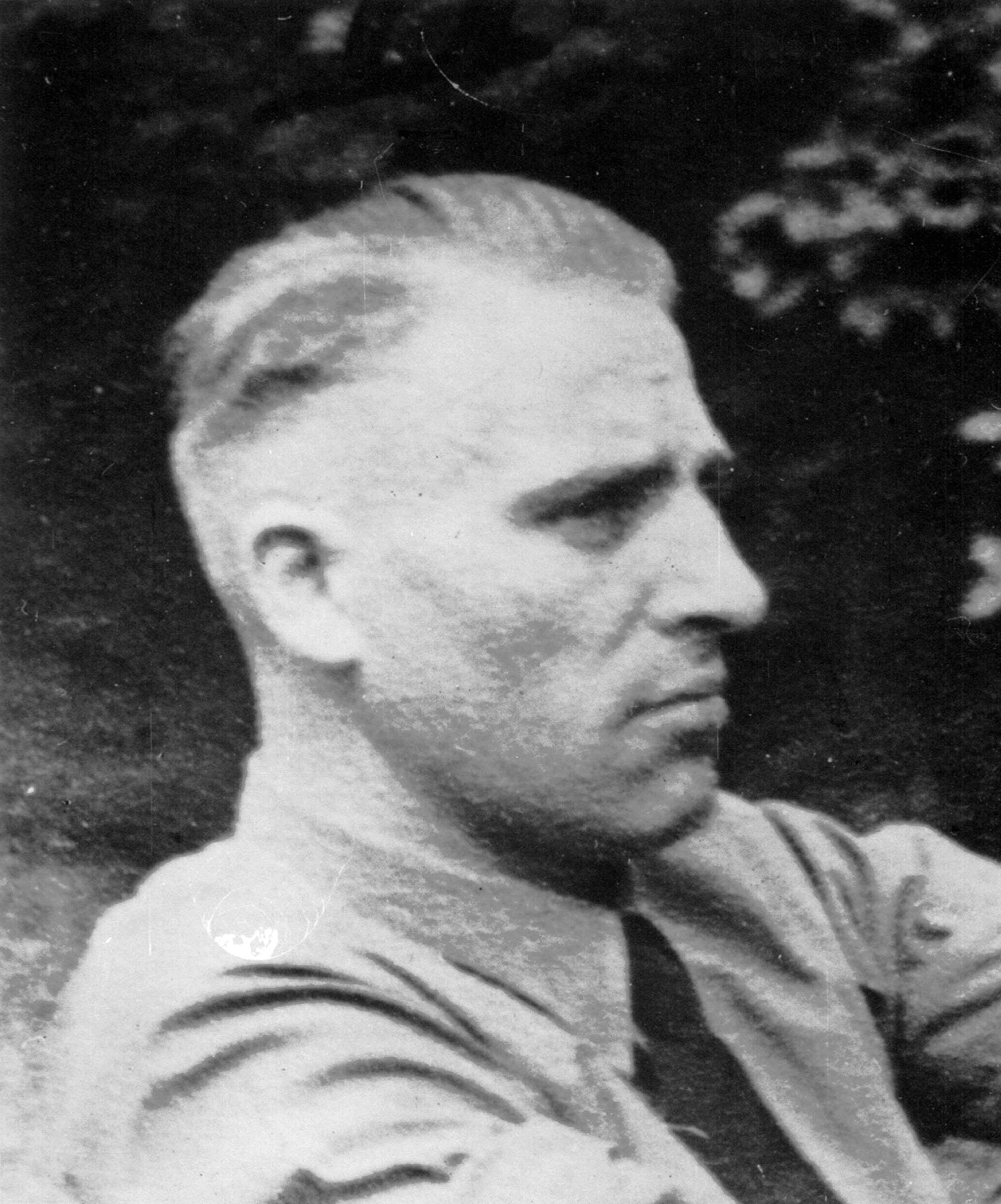
SS-Sturmbannführer Erich Deppner während des Krieges

Erich Deppner (* 8. August 1910 in Neuhaldensleben; † 13. Dezember 2005 in Anzing) war ein deutscher SS-Sturmbannführer und in der Zeit des Nationalsozialismus Chef der Abteilung Gegnerbekämpfung des Befehlshabers der Sicherheitspolizei und des SD (BdS) in Den Haag (Niederlande). In dieser Funktion ließ er 450 Häftlinge des niederländischen Widerstandes erschießen, zudem war er an der Exekution von 65 sowjetischen Kriegsgefangenen beteiligt. Nach dem Krieg arbeitete Deppner für die Organisation Gehlen und den Bundesnachrichtendienst.

## Leben

### Herkunft und Berufsausbildung
Deppners Vater war Kaufmann. Nach dem Besuch des humanistischen Gymnasiums in Haldensleben bestand Deppner 1929 die Reifeprüfung. Er studierte in Marburg, München und Halle Rechtswissenschaft. 1933 legte er die erste, 1937 die zweite juristische Staatsprüfung ab. Deppner war verheiratet, aus der Ehe gingen fünf Kinder hervor.
Zum 1. August 1932, noch während des Studiums, trat Deppner in die NSDAP (Mitgliedsnummer 1.254.844), im November 1933 auch in die SS (SS-Nummer 177.571) ein. 1937 bewarb er sich beim Sicherheitsdienst (SD) und wurde im Februar 1938 als Assessor zur Probe eingestellt. Nach Bildung des Reichssicherheitshauptamtes leitete er im Frühjahr 1940 das dortige Referat III C 1, das für Ernährungsfragen zuständig war.

### Chef der Abteilung Gegnerbekämpfung in den besetzten Niederlanden

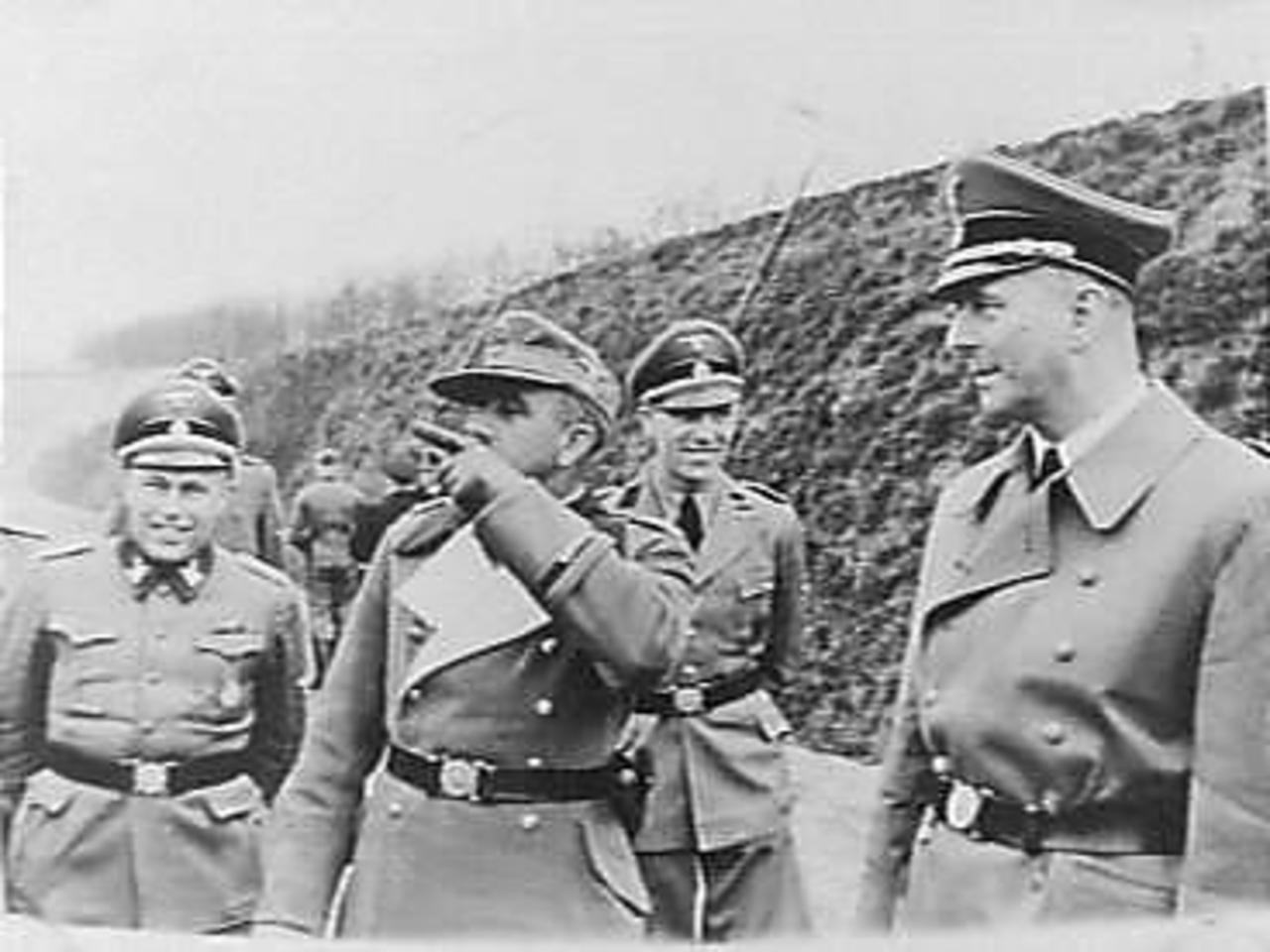
Wilhelm Harster, Karl Maria Demelhuber, Erich Deppner und Hanns Albin Rauter

Kurz nach der Besetzung der Niederlande durch die deutsche Wehrmacht wurde Deppner Ende Mai 1940 zur dortigen Einsatzgruppe der Sicherheitspolizei und des SD versetzt. Im Juli 1940 wurde die Einsatzgruppe umorganisiert und fortan als Dienststelle des Befehlshabers der Sicherheitspolizei und des SD (BdS) in Den Haag bezeichnet. Deppner leitete als Regierungsrat die Abteilung Gegnerbekämpfung, in der SS hatte er am 30. Januar 1941 den Rang eines SS-Sturmbannführers erreicht. Deppners Vorgesetzte als BdS waren Wilhelm Harster, Erich Naumann und Karl Eberhard Schöngarth.

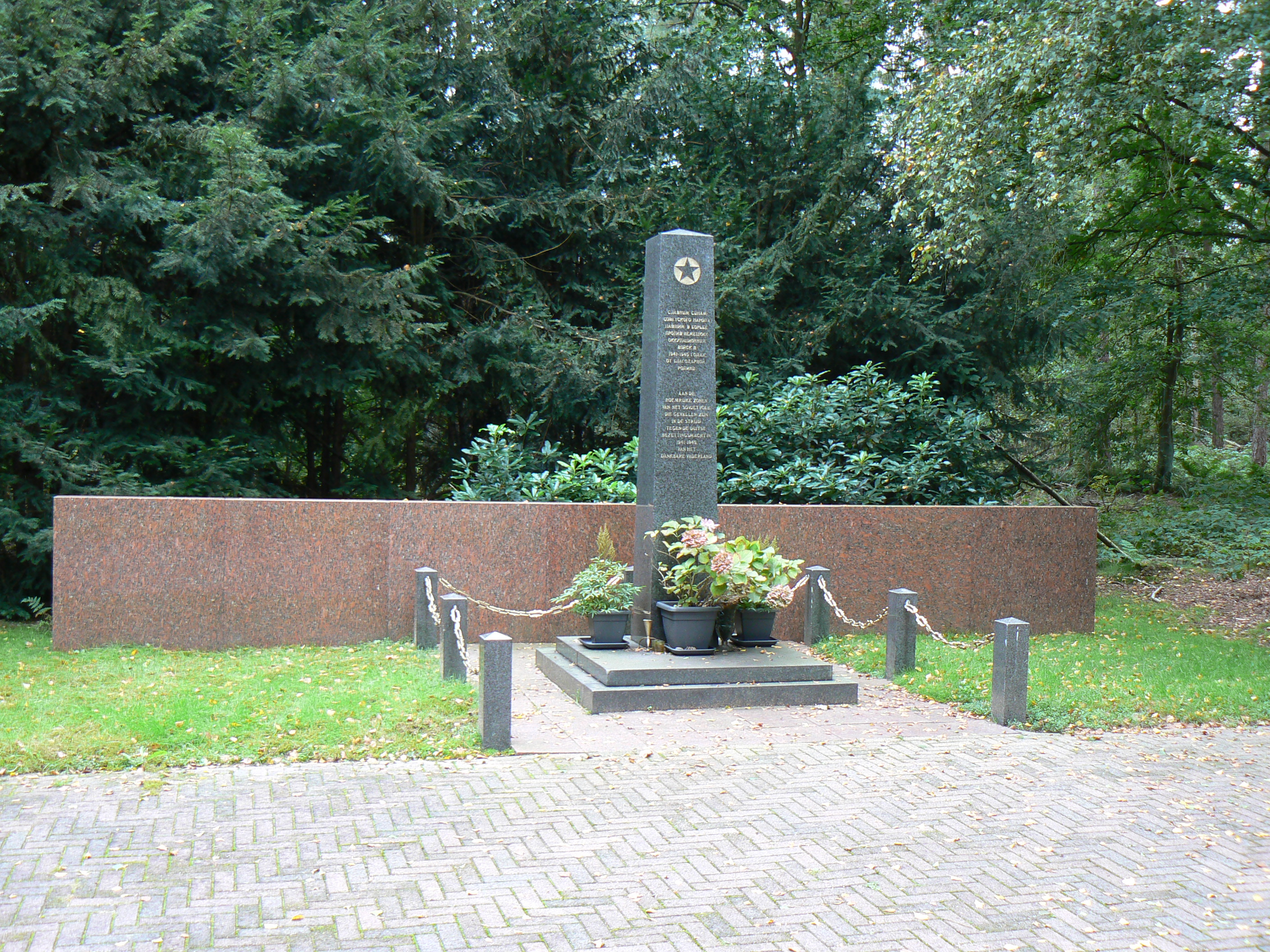
Gedenkstätte am Ort der Erschießungen und des Massengrabs der sowjetischen Gefangenen in Amersfoort

Anfang April 1942 wurde Deppner zum Höheren SS- und Polizeiführer in den Niederlanden, Hanns Albin Rauter gerufen. Dieser beauftragte Deppner, sowjetische Kriegsgefangene, die im Durchgangslager Amersfoort untergebracht waren, erschießen zu lassen. Deppner stellte am nächsten Tag ein Erschießungskommando zusammen, das aus vier SS-Männern bestand, darunter Karl Friedrich Titho. Die mindestens 65 Kriegsgefangenen wurden mit zwei Lastwagen in ein Waldgelände gefahren, mussten sich in Gruppen am Rande einer Grube aufstellen und wurden durch Schüsse in den Hinterkopf getötet. Deppner überzeugte sich vom Eintritt des Todes und gab in Zweifelsfällen den Befehl zu Nachschüssen. Dabei schoss er in ein bis zwei Fällen selber.
Im Juli und August 1942 war Deppner der erste deutsche Kommandant des Durchgangslagers Westerbork, eines der beiden Durchgangslager für die Deportation der niederländischen Juden in die Vernichtungslager im Osten. Deppner war für den ersten Transport von Westerbork ins KZ Auschwitz verantwortlich. Dabei kam es zu einem Aufruhr, als er Kinder ohne ihre Eltern und neu im Lager angekommene Frauen auf den Transport schickte, um die vorgesehene Zahl von 1.000 Deportierten zu erreichen. Himmler belobigte Deppner im Juni 1943 für die „gute Arbeit“, die er in den Niederlanden geleistet habe.
Nach der Landung der Alliierten in der Normandie brachten die deutschen Besatzer aus Sicherheitsgründen und in großer Eile 1.500 Gefangene aus dem Polizeigefängnis in Scheveningen in das KZ Herzogenbusch. In Herzogenbusch wurden die Gefangenen, die meist wegen ihrer Tätigkeit im Widerstand verhaftet worden waren, im sogenannten SD-Lager streng isoliert. Ende Juli oder im August 1944 wurde Deppner zum KZ Herzogenbusch geschickt, um den sogenannten Niedermachungsbefehl – gemeint ist der Terror- und Sabotageerlass Hitlers vom 30. Juli 1944 – auszuführen. Deppner war im Gegensatz zu seinem Vorgesetzten Schöngarth mit den Strukturen des niederländischen Widerstands vertraut. Im August und September 1944 wurden 450 Häftlinge, meist aus der Spitze des Widerstandes, ohne Prozess ermordet. Deppner selbst befahl, ihnen Genickschüsse zu geben.
Anfang 1945 kehrte Deppner nach Deutschland zurück. Er wurde am Ende des Zweiten Weltkrieges im Raum Berlin als Soldat eingesetzt und geriet in sowjetische Kriegsgefangenschaft, aus der er 1950 heimkehrte.

### Nach Kriegsende
Zurück in Deutschland arbeitete Deppner für die Organisation Gehlen, aus der 1956 der Bundesnachrichtendienst (BND) entstand. Deppner leitete die Dienststelle 12, auch GV-G genannt, die von Berlin aus Spionage in der DDR betrieb. Reinhard Gehlen war dabei das Vorleben Deppners bekannt, der unter den Namen „Egon Dietrich“, „Ernst Borchert“ und „Agent V-616“ für den Nachrichtendienst arbeitete. Ermittlungen der Staatsanwaltschaft beim Landgericht München I führten 1960 zu einer neunmonatigen Untersuchungshaft Deppners. Nach seiner Freilassung setzte Deppner seine Tätigkeit für den BND fort: Nach CIA-Unterlagen von 1966 beschäftigte er sich in Heimarbeit mit „Forschungen“ zu „nicht sensiblen Themen“.
Nach mehrfachen Verzögerungen kam es vom 20. bis 22. Januar 1964 vor dem Schwurgericht beim Landgericht München I zu einem Prozess gegen Deppner wegen Beihilfe zum Mord. Gegenstand des Verfahrens war die Exekution der mindestens 65 sowjetischen Kriegsgefangenen in Amersfoort im April 1942, nicht jedoch Deppners Beteiligung an der Ermordung der 450 Häftlinge des holländischen Widerstands und seine Tätigkeit im KZ Westerbork. Deppner gab vor Gericht an, die Erschießung der Gefangenen sei ihm von Hanns Albin Rauter befohlen worden. Rauter habe ihm erklärt, Himmler habe die Exekution als Repressalie für Grausamkeiten, die die Rote Armee gegenüber deutschen Gefangenen und Verwundeten begangen habe, angeordnet. Zudem habe er sich in einem Befehlsnotstand befunden, da sein Vorgesetzter Rauter eine große Machtfülle besessen habe und auch für die Entschlossenheit bei der Durchsetzung seiner Weisungen bekannt gewesen sei. Soweit andere Tatbeteiligte noch lebten, bestätigten sie Deppners Darstellungen in Zeugenaussagen.
Am 22. Januar 1964 sprach das Schwurgericht beim Landgericht München I Deppner frei. Auch die Staatsanwaltschaft hatte auf Freispruch plädiert. Nach den Angaben im Urteil sah sich das Gericht nicht in der Lage, die Einlassungen Deppners zu widerlegen, insbesondere deshalb, weil Hanns Albin Rauter bereits 1949 in den Niederlanden hingerichtet worden war. Deppner könne in dem Glauben gehandelt haben, es handele sich um eine damals völkerrechtlich zulässige Repressalie. Im Urteil wird Deppner als seit Anfang 1952 in München tätiger Industrie- und Wirtschaftsberater bezeichnet.
Holländische Gerichte waren zu einer anderen rechtlichen Beurteilung der Exekutionen in Amersfoort gekommen: Drei Untergebene Deppners waren zwischen 1949 und 1951 angeklagt worden. Einer von ihnen wurde zum Tode verurteilt und hingerichtet, die beiden anderen erhielten Haftstrafen von sechs und zehn Jahren. Einer der zu Haftstrafen Verurteilten hatte sich nach Angaben im Münchner Urteil zunächst geweigert, an der Exekution teilzunehmen. Deppner glaubte allerdings, der Weigerung „im Interesse einer militärisch korrekten Durchführung der Erschießung nicht Rechnung tragen zu können.“.
Ob es sich bei der Erschießung der sowjetischen Kriegsgefangenen tatsächlich, wie von Deppner vor Gericht dargestellt, um eine Vergeltungsmaßnahme handelte, ist zweifelhaft: Die Gefangenen, meist aus der Republik Usbekistan, waren auf Anordnung Rauters in die Niederlande gebracht worden, um als vermeintliche „Untermenschen“ vorgeführt zu werden: „Nach der Vorstellung Rauters sollte mit dieser Maßnahme […] erreicht werden, dass die Niederländer, die er als 'germanisches Volk' betrachtete und daher für die deutsche Sache zu gewinnen suchte, unter dem Eindruck der ihnen vorgeführten 'rassisch minderwertigen' Gefangenen die Widersinnigkeit der von ihrer Exilregierung betriebenen Politik eines zusammen mit der Sowjetunion gemeinsam geführten Kampfes gegen das Deutsche Reich, das die 'Lebensinteressen Europas gegen den bolschewistischen Osten verteidigte', erkennen würden und sich zu einer Zusammenarbeit mit der deutschen Besatzung bereitfänden, zumindest aber ihre feindselige Einstellung aufgäben.“ Doch Rauters Plan ging nicht auf, im Gegenteil: Die Amersfoorter Bürger versuchten den Gefangenen Obst, Brot und Wasser zu geben, als sie vom Bahnhof durch die Stadt ins Lager getrieben wurden. Auch Mitgefangene im Durchgangslager Amersfoort solidarisierten sich. Die SS isolierte daraufhin die Kriegsgefangenen und versuchte sie auszuhungern. 23 von ihnen starben an Unterernährung und Krankheiten, ehe die Überlebenden von Deppners Exekutionskommando erschossen wurden.

## Vom Reichssicherheitshauptamt zum Bundesnachrichtendienst
Erich Deppner war schon vor der Machtergreifung der NSDAP beigetreten. Das deutet auf einen überzeugten Nationalsozialisten hin. Wie viele andere Mitarbeiter des Reichssicherheitshauptamtes war auch er im Zweiten Weltkrieg in den vom Deutschen Reich besetzten Ländern tätig. Er konnte gleichermaßen am Schreibtisch die Strukturen des Widerstandes analysieren wie auch ein Exekutionskommando leiten. Dies entsprach Heydrichs Vorstellung einer „kämpfenden Verwaltung“.
Nach Kriegsende konnte Deppner seine 1938 beim Sicherheitsdienst (SD) begonnene Geheimdienstkarriere fortsetzen: Er fand Arbeit bei der Organisation Gehlen, die 1946 unter Obhut der Amerikaner gebildet worden war. Diese griffen auf Gehlen zurück, da sie am Anfang des Kalten Krieges weder personell ausreichend ausgestattet noch mit den Verhältnissen vor Ort vertraut waren. Zur Organisation Gehlen gehörten mindestens 100 Personen, die wie Deppner vor 1945 beim SD, bei der Gestapo oder der Waffen-SS waren. Allein in der von Deppner geleiteten Dienststelle 12 fanden sich mindestens drei weitere derartige Personen. Dieser Personenkreis war von Gehlen eingestellt worden; amerikanische Dienststellen, die die Organisation Gehlen finanzierten, unternahmen allerdings nichts gegen diese Personalpolitik Gehlens.